# Arena das Dunas
Pour les articles homonymes, voir Dunas.
L'Arena das Dunas est un stade construit spécialement pour la coupe du monde de football de 2014, situé dans la ville de Natal dans le Rio Grande do Norte au Brésil.

## Histoire
Ce stade est l'une des 12 enceintes qui accueille des matchs de la Coupe du monde de football de 2014.

## Événements
- Coupe du monde de football de 2014

### Coupe du monde de football de 2014
L'Arena das Dunas accueille des rencontres de la Coupe du monde de football de 2014.
| Date         | Heure (UTC−3) | Équipe 1 | Équipe 2   | Score | Buteurs                   | Tour               | Affluence |
| ------------ | ------------- | -------- | ---------- | ----- | ------------------------- | ------------------ | --------- |
| 13 juin 2014 | 13.00         | Mexique  | Cameroun   | 1 – 0 | Peralta                   | 1er tour, groupe A | 39 216    |
| 16 juin 2014 | 19.00         | Ghana    | États-Unis | 1 – 2 | A. Ayew - Dempsey, Brooks | 1er tour, groupe G | 39 760    |
| 19 juin 2014 | 19.00         | Japon    | Grèce      | 0 – 0 |                           | 1er tour, groupe C | 39 485    |
| 24 juin 2014 | 13.00         | Italie   | Uruguay    | 0 – 1 | Godín                     | 1er tour, groupe D | 39 706    |

## Galerie

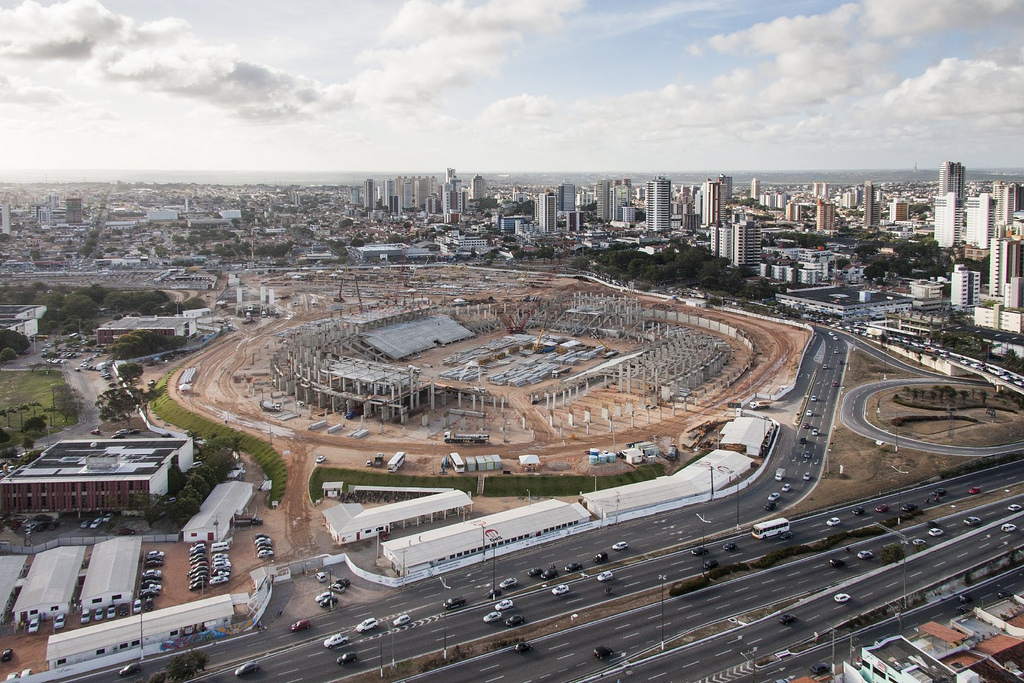
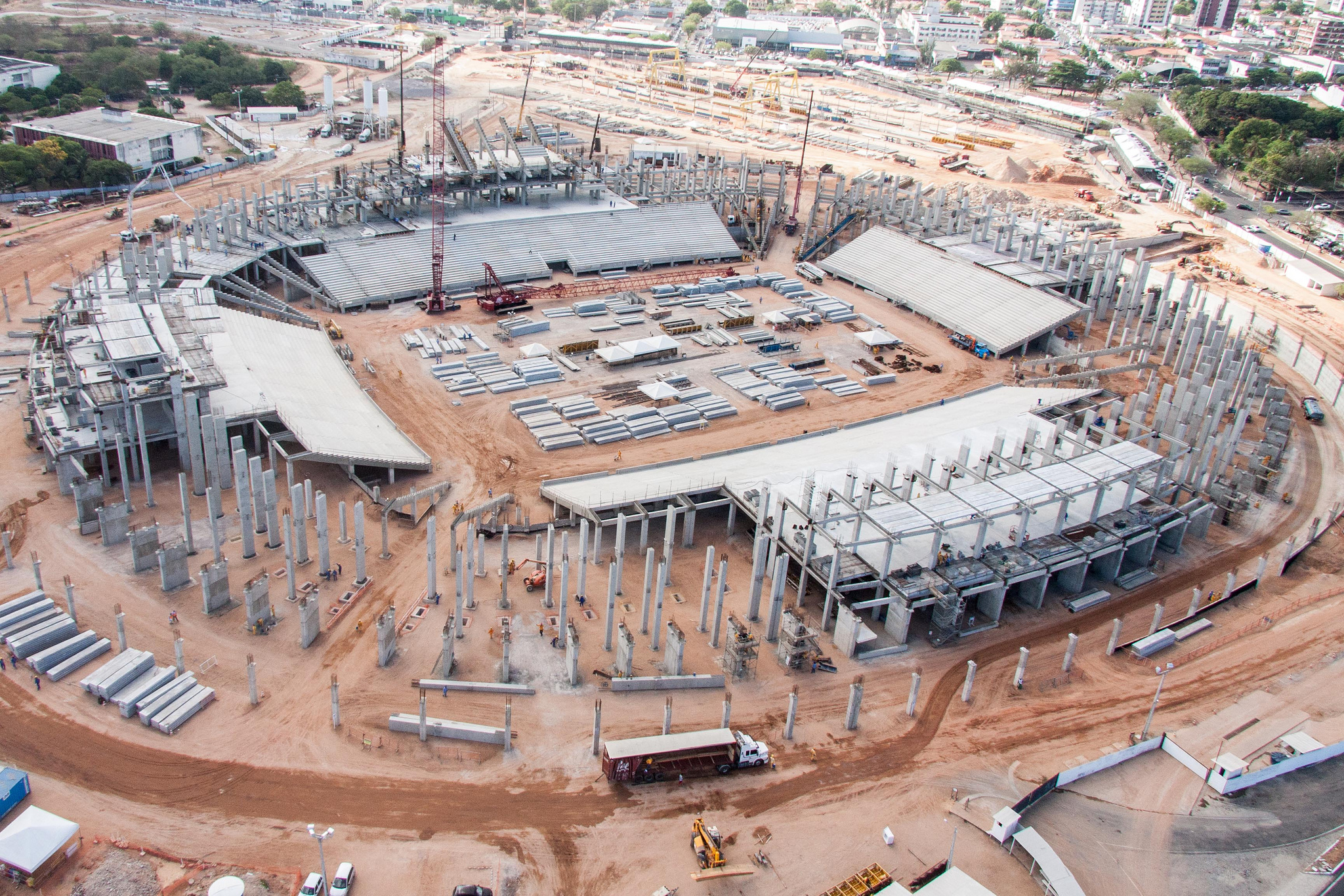
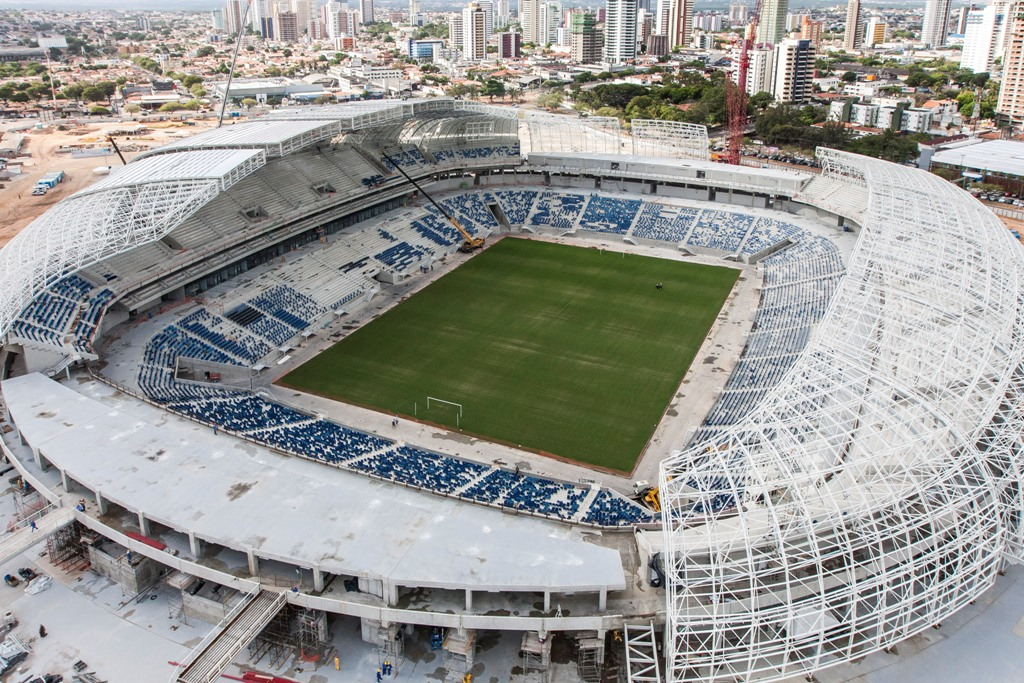
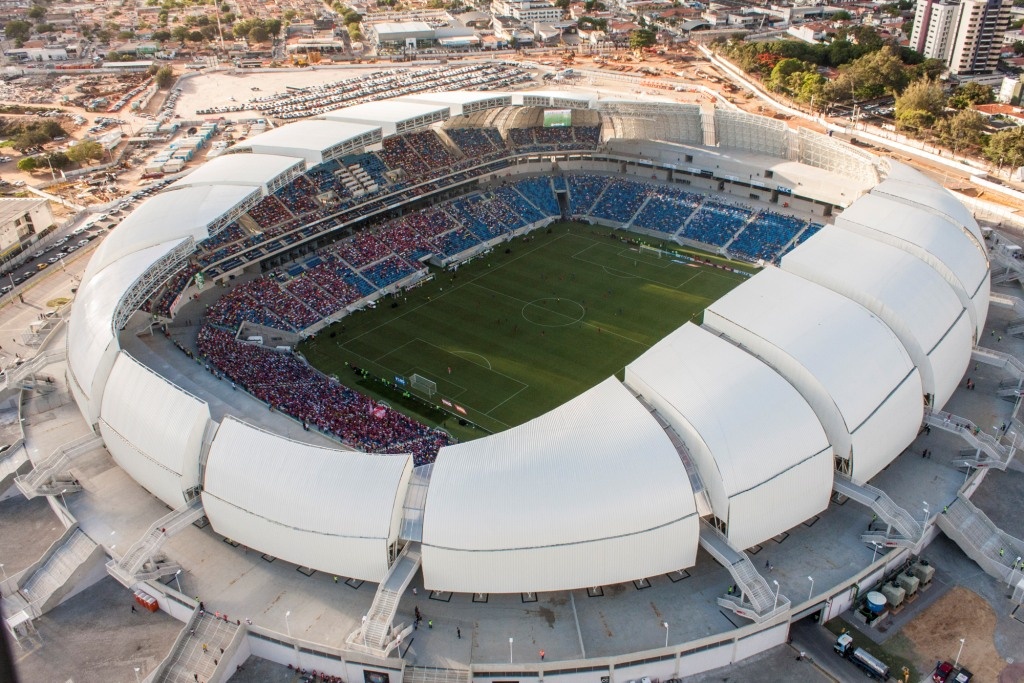
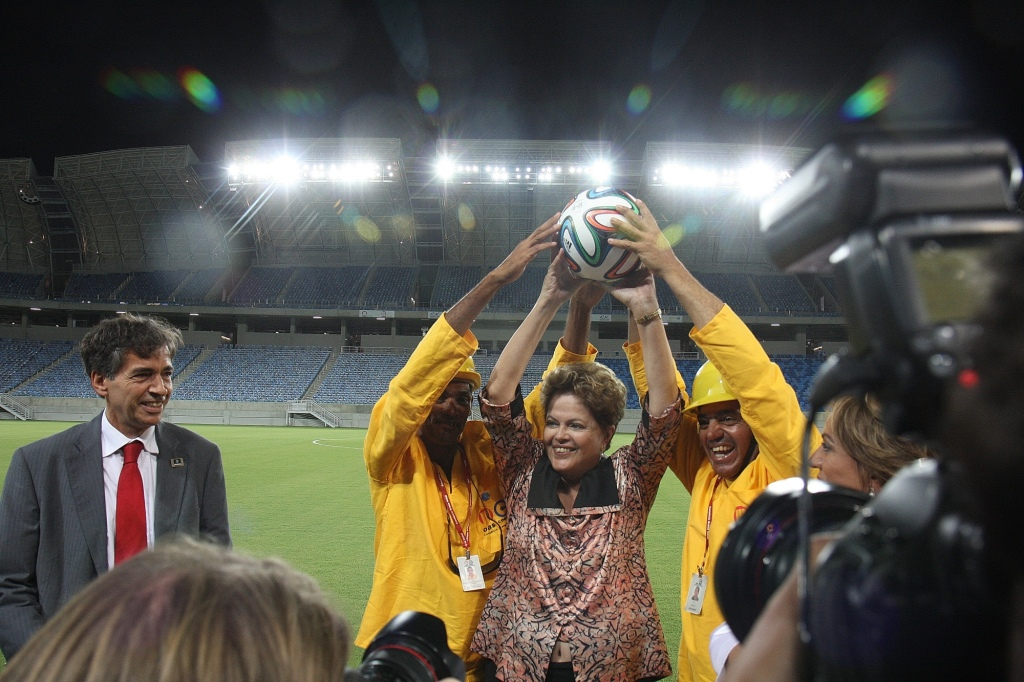
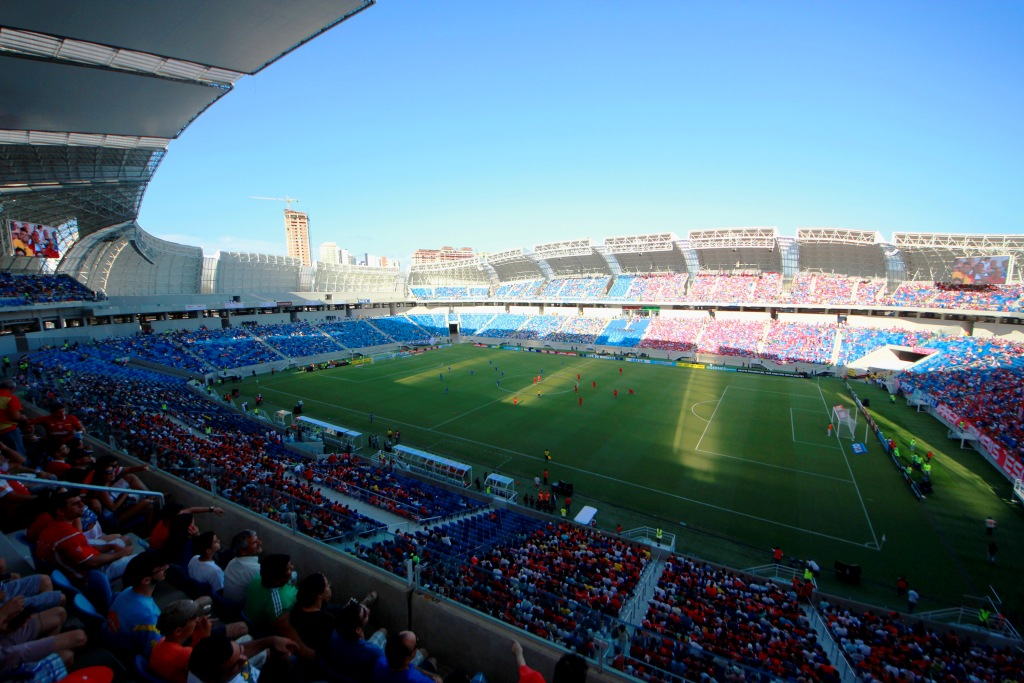
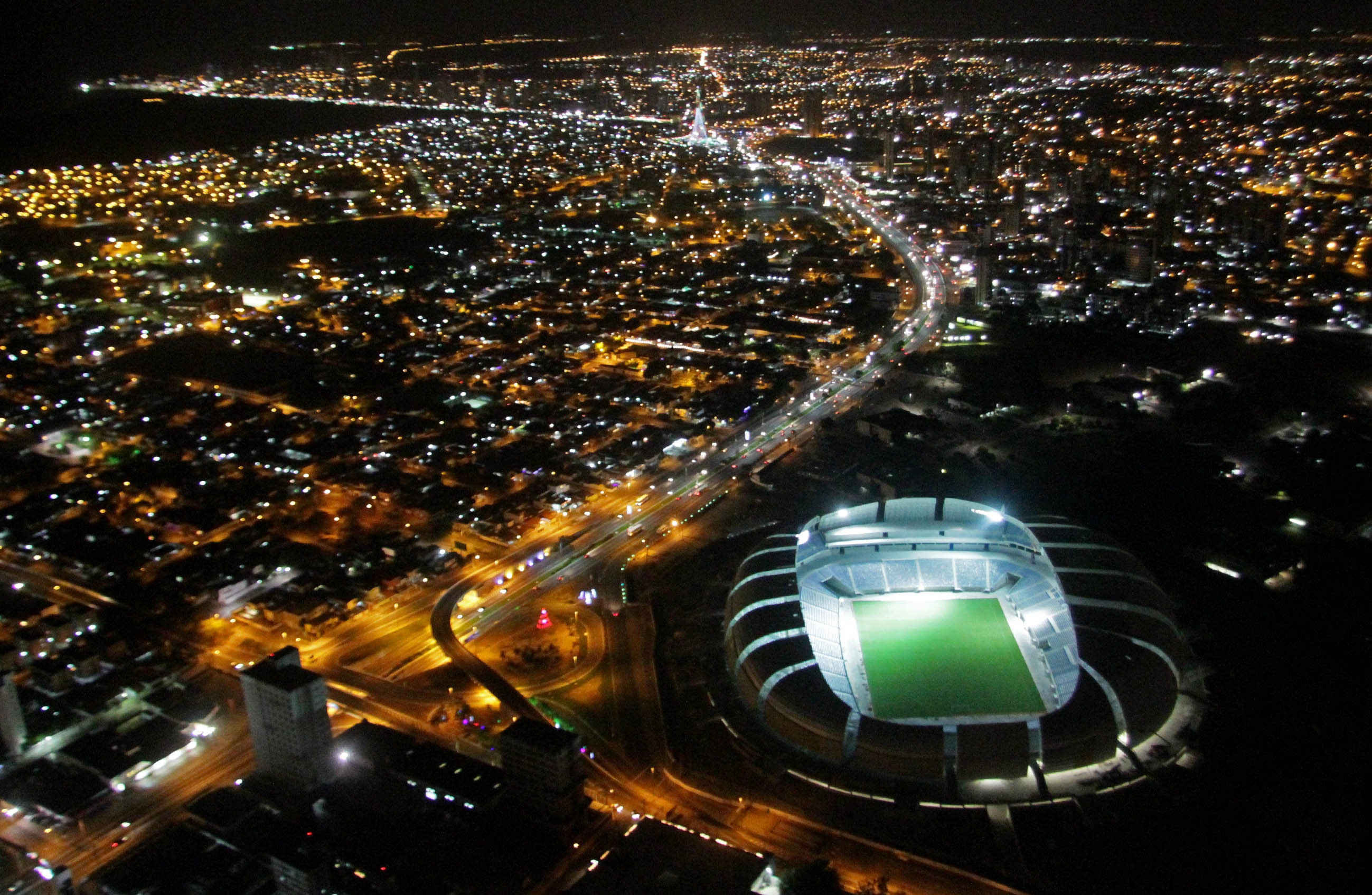